# Lee Ha-rim
Dans ce nom coréen, le nom de famille, Lee, précède le nom personnel.
Lee Ha-rim (en coréen : 이하림), né le 27 juin 1997 à Yeongcheon (Corée du Sud), est un judoka sud-coréen évoluant  dans la catégorie des moins de 60 kg.
Il est médaillé de bronze aux Jeux asiatiques de 2018, aux Championnats d'Asie 2021 et aux Championnats du monde 2023 et 2024.

## Palmarès

### Compétitions internationales
| Année | Compétition           | Lieu      | Résultat | Catégorie      |
| ----- | --------------------- | --------- | -------- | -------------- |
| 2018  | Jeux asiatiques       | Jakarta   | 3e       | Moins de 60 kg |
| 2021  | Championnats d'Asie   | Bichkek   | 3e       | Moins de 60 kg |
| 2023  | Championnats du monde | Doha      | 3e       | Moins de 60 kg |
| 2023  | Jeux asiatiques       | Hangzhou  | 2e       | Moins de 60 kg |
| 2024  | Championnats du monde | Abou Dabi | 3e       | Moins de 60 kg |